# حزب الرفاه
 حزب الرفاه  أو حزب الرفاهية هو حزب سياسي تركي تأسس في عام 1983م عندما سمح النظام العسكري بتكوين الأحزاب، سارعت مجموعة نجم الدين أربكان إلى تكوين هذا الحزب.
خاض الرفاه جولات الانتخابات البلدية والتشريعية منذ تأسيسه وحقق تقدمًا مضطردًا. دفعت الانتخابات البلدية لعام 1994م بحزب الرفاه إلى ساحة الاهتمام العالمي والإقليمي والمحلي، نظراً لفوزه في أكثر من 400 بلدية، كان أهمها بلدية أنقرة وبلدية إسطنبول، ومثلت هذه الانتخابات إرهاصًا بتزايد شعبية الرفاه. وجاءت نتائج الانتخابات التشريعية في كانون أول - ديسمبر 1995م، وفاز فيها حزب الرفاه بـِ 158 مقعداً، وهذا الرقم يمثل خُمس أعضاء المجلس التشريعي.
تم حظر الحزب في 1998م بتهمة انتهاك علمانية الدستور.

## من قيادات الحزب
- نجم الدين أربكان.
- رجب طيب أردوغان.